# Фаон
Фаон (старогрчки Φάων) је по грчкој митологији био лађар са острва Лезбоса. Стар и ружан, једном је превезао преко воде Афродиту, па му се она одужила на тај начин што га је претворила у лепог младића. У њега се после заљубила песникиња Сапфо, која се због неузвраћене љубави бацила са литице. Видети Овидијеве „Хероиде“.